# Ploho
Ploho es un grupo de post-punk oriundo de Novosibirsk, Rusia, formado en 2013.
En 2018, el álbum de la banda Where the birds fly away to die entró en el top 25 de los mejores álbumes del año en la calificación de la radio XRAY.fm.

## Historia
El grupo se estableció en Novosibirsk, Rusia en 2013. En una entrevista con el sitio Post-Punk.com, la banda mencionó que crecer en la "época bastante fría y oscura" de "crimen y caos total" de Rusia en la década de 1990 atrajo a los miembros de la banda hacia la música punk desde sus primeros años. Lo más influyente para la banda en este período fue Kino, la banda post punk soviética de los años 80.
En 2018, la estación de radio estadounidense XRAY.fm incluyó al álbum Куда птицы улетают умирать, en su clasificación de los 25 mejores álbumes del año.
En junio de 2020, la banda firmó un contrato con el sello discográfico canadiense Artoffact Records. En febrero de 2021, la banda edito Фантомные Чувства, su primer álbum con este sello. El álbum fue grabado mientras los músicos estaban en cuarentena durante la Pandemia de COVID-19.
En marzo de 2022 la banda se mudó a Serbia luego de la Invasión rusa a Ucrania.

## Álbumes de estudio
| Año  | Título                     | Traducción                      |
| ---- | -------------------------- | ------------------------------- |
| 2014 | Смирение и отрицание       | Humility and denial             |
| 2014 | Добрая песня               | Kind song                       |
| 2016 | Культура доминирования     | Dominance culture               |
| 2016 | Тот, кто гасит свет        | One who puts out the light      |
| 2016 | Болевые места              | Pain spots                      |
| 2016 | Хотеть тепла               | To want warmth                  |
| 2017 | Бумажные бомбы             | Paper bombs                     |
| 2017 | Молодость                  | Youth                           |
| 2018 | Куда птицы улетают умирать | Where the birds fly away to die |
| 2019 | Пыль                       | Dust                            |